# Philippe de Villiers
Philippe de Villiers (født 25. marts 1949 i Essarts-en-Bocage, Vendée) (egentligt: vicegreve Philippe Le Jolis de Villiers de Saintignon) er en fransk iværksætter, forfatter og gaullistisk orienteret politiker. 
Han opstillede forgæves ved præsidentvalgene i 1995 og 2007.

## Iværksætter
Som 27-årig grundlagde Philippe de Villiers den historiske temapark Puy de Fou. Parken er Frankrigs næstmest besøgte forlystelsespark efter Disneyland Resort Paris.

## Præsidentkandidat
I 1994 stiftede Philippe de Villiers Bevægelsen for Frankrig (MPF). Han har tidligere været medlem af andre partier.
Han stillede op for sit parti ved præsidentvalgene i 1995 og 2007. Første gang fik han 4,74 procent af stemmerne, og anden gang fik han 2,23 procent.

## Kulturminister
I 1986–1987 var Philippe de Villiers viceminister for kultur og kommunikation i Jacques Chiracs anden regering.

## Medlem af Europa-Parlamentet
Philippe de Villiers var medlem af Europa-Parlamentet i 1994–1997, i juli–december 1999 og i 2004–2014.
Her har han blandt andet været med i Gruppen for Europæisk Frihed og Direkte Demokrati.

## Medlem af Nationalforsamlingen
Philippe de Villiers var medlem af Nationalforsamlingen i 1987-1994 og i 1997-2004.

## Formand for departementsrådet
Philippe de Villiers var medlem af departementsrådet for Vendée i 1987-2010. Han var formand i 1988-2010. 